# 布施孝之
布施 孝之（ふせ たかゆき、1960年2月17日 - 2021年9月1日）は、日本の実業家。キリンビール株式会社代表取締役社長。

## 来歴
千葉県出身。千葉県立千葉東高等学校を経て、1982年早稲田大学商学部卒業。同年キリンビール入社。同社首都圏統括本部首都圏営業企画部長、営業本部近畿圏統括本部大阪支社長、小岩井乳業株式会社代表取締役社長、キリンビールマーケティング株式会社代表取締役社長などを歴任し、2017年1月キリンビール株式会社 代表取締役社長に就任。同年8月、ビール酒造組合会長代表理事に就任。
2021年9月1日、心室細動で突然倒れ、病院に運ばれたが死去。61歳没。叙正五位、旭日中綬章追贈。